# تندیس آزادی (کنگره)

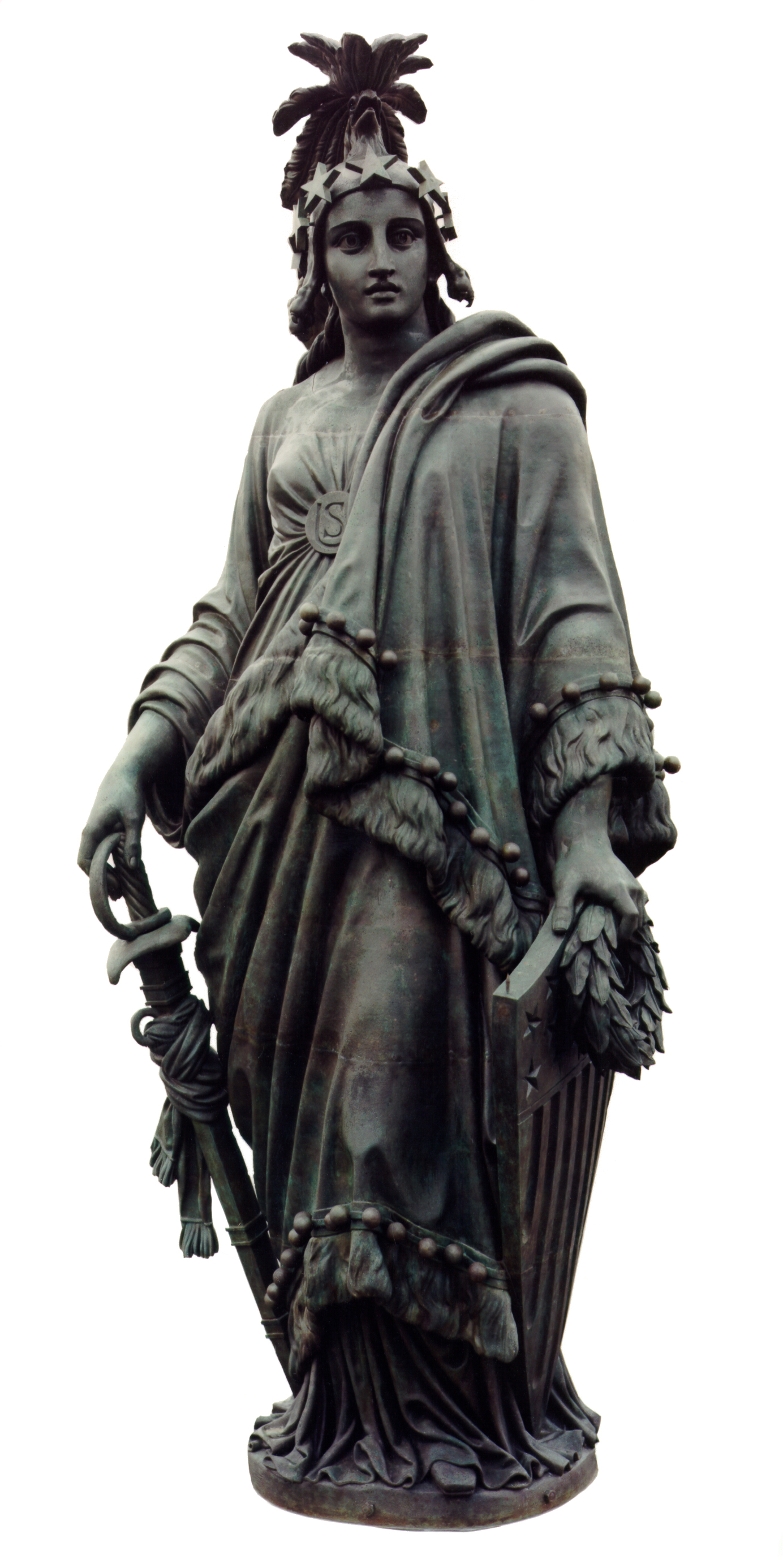
نمایی از تندیس آزادی

تندیس آزادی (به انگلیسی: Statue of Freedom) تندیسی است که از سال ۱۸۶۳ تا کنون بر روی گنبد مرکزی ساختمان کاپیتال ایستاده است.
این تندیس توسط توماس کرافورد طراحی گردید و بانویی را تجسم می‌کند که شمشیری غلاف شده در دست راست خود دارد. در دست چپش نیز یک تاج به نشانه پیروزی، و سپر نشان رسمی آمریکا دیده می‌شود.
کلاه‌خودی به سر دارد که حاوی ستاره و به شکل سر عقاب سر سفید است. وی بر روی یک کره ایستاده‌است که بر روی آن عبارت E Pluribus Unum نقش بسته است. این واژه یکی از شعارهای ملی آمریکا است و به معنای «واحدی متشکل از تعدد» است که اشاره به به وجود آمدن ایالات متحده از چندین ایالت به صورت یک کشور واحد دارد.
تندیس ۶ متر ارتفاع دارد و ۶۸۰۰ کیلوگرم وزن دارد.

## نگارخانه

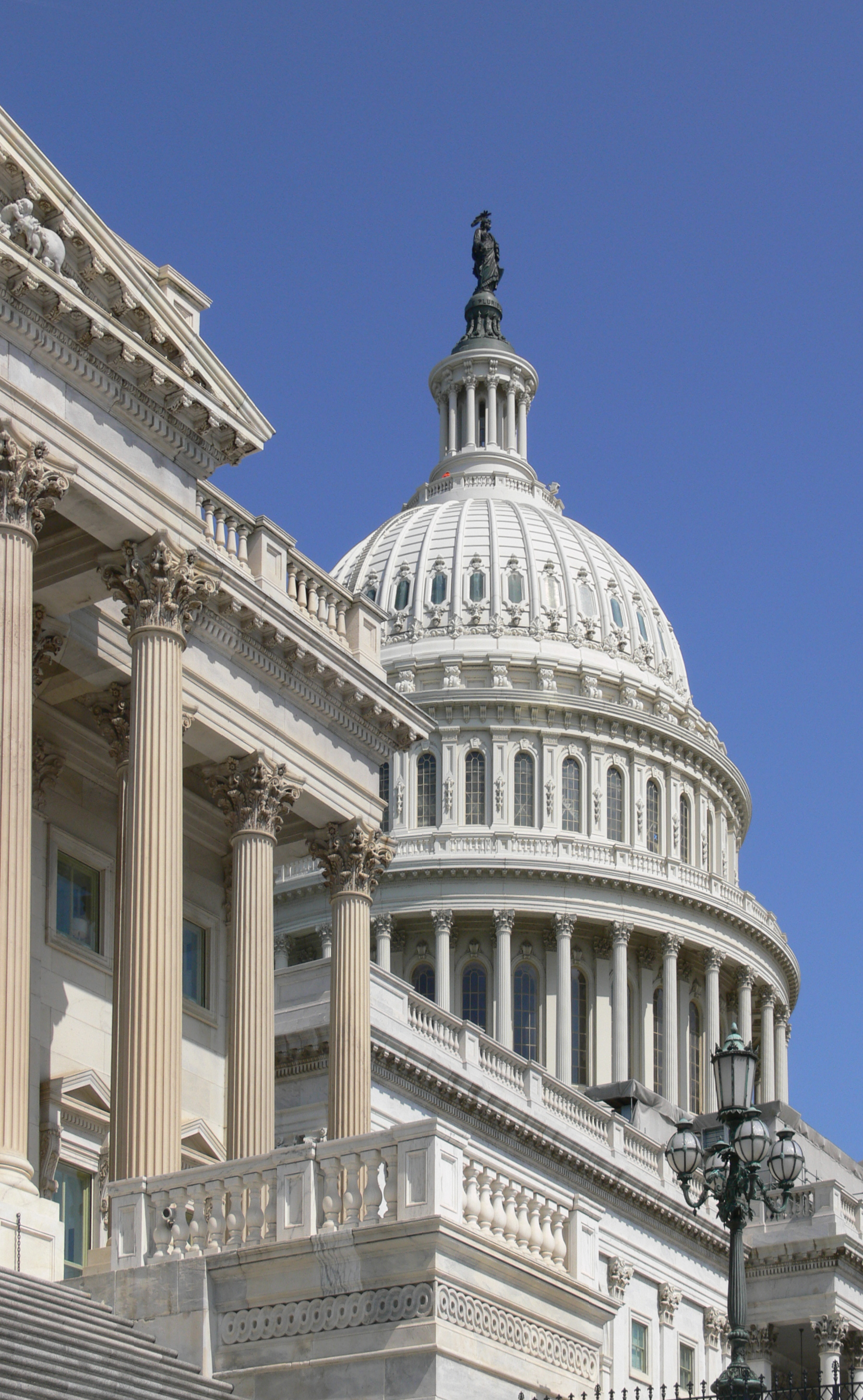
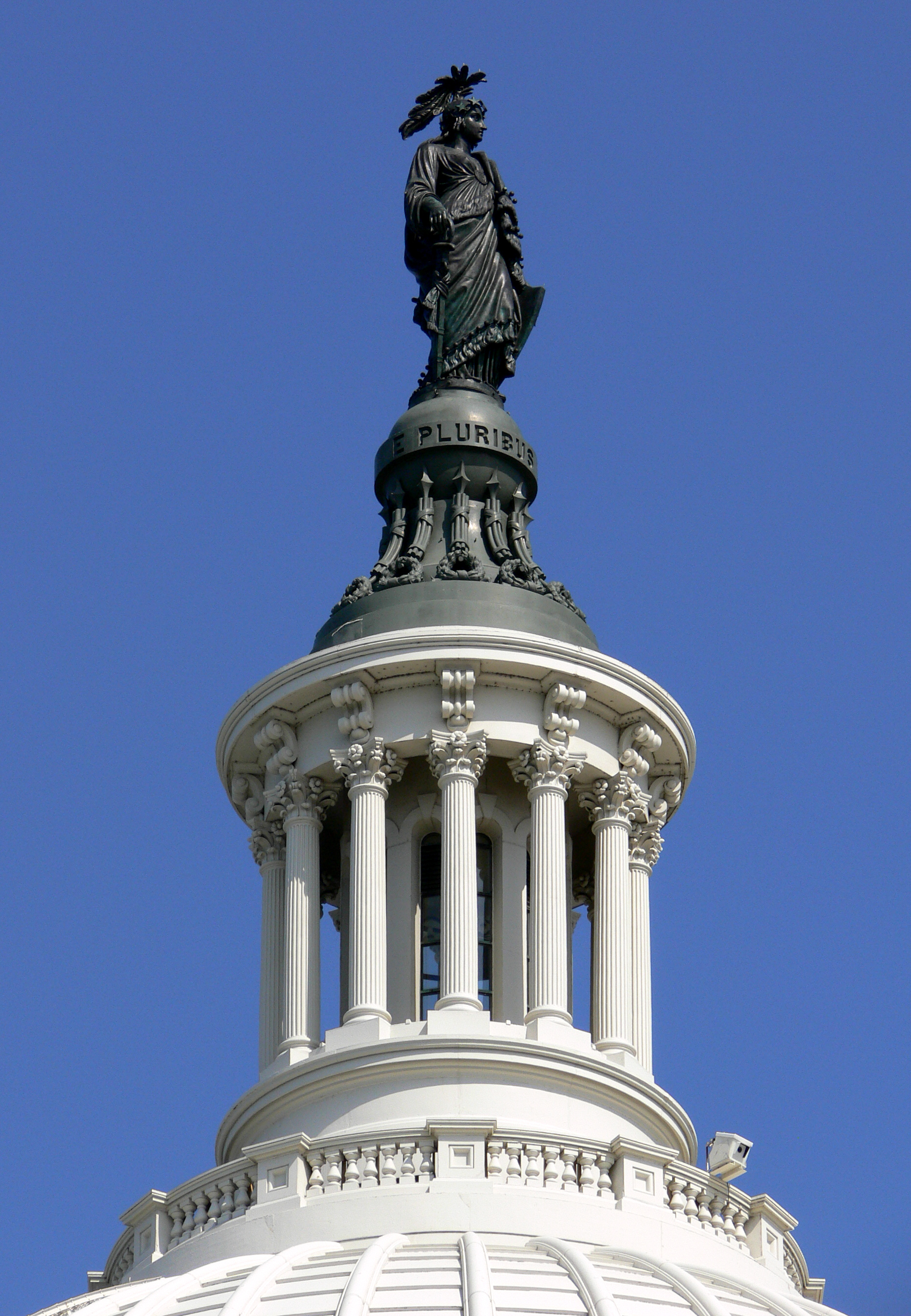
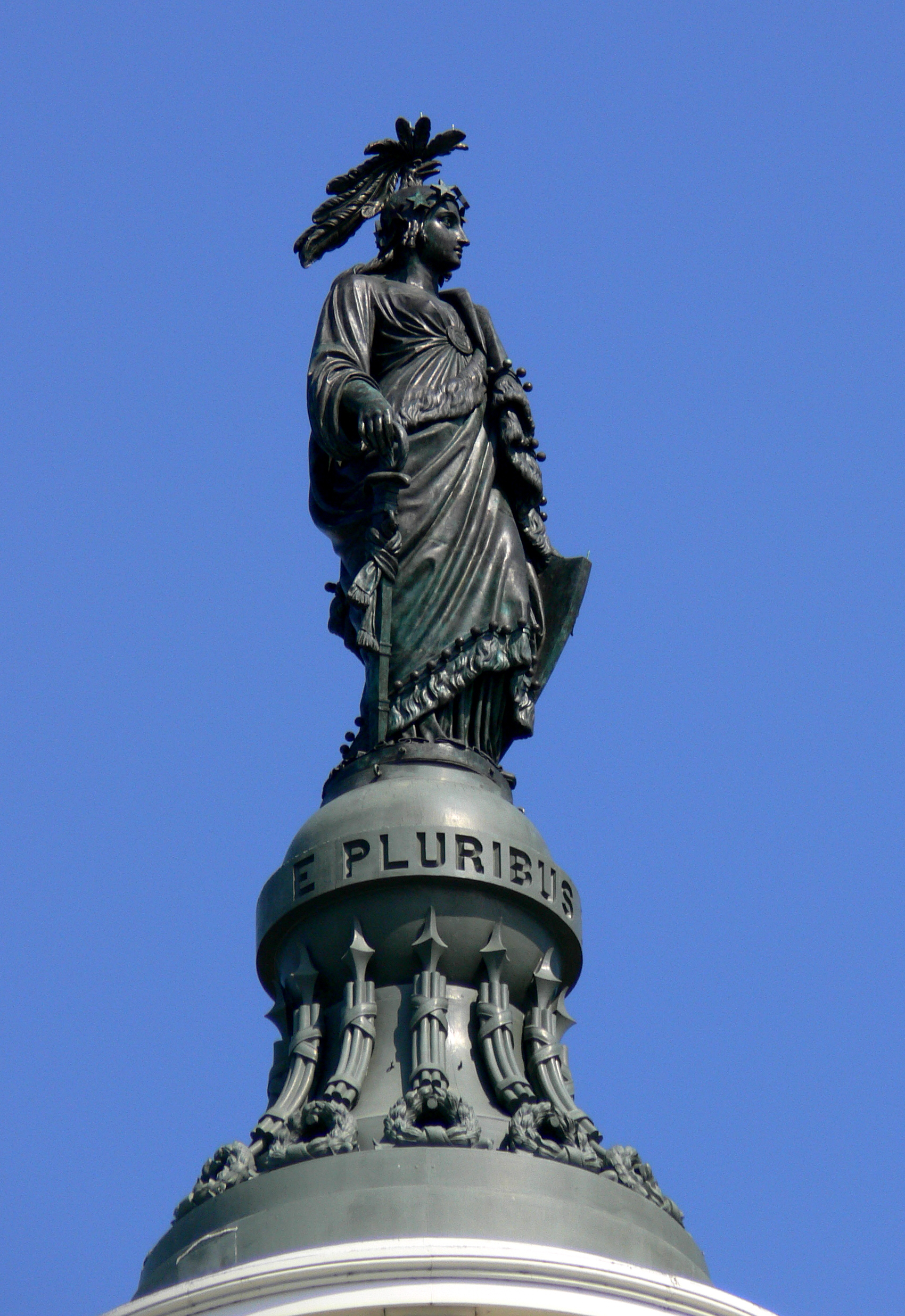